# عقرب البحر
عقرب البحر (الاسم العلمي: Scorpaena) هي جنس من الأسماك يتبع فصيلة عقارب البحر من رتبة عقربيات البحر. وسمكة عقرب البحر هي سمكة بحرية بشعة المنظر غير نشطة صغيرة الحجم إذ يبلغ حجمها 5-45 سنتمتر في الطول الكلي وتسمى عقرب البحر لأنها تشبه العقرب من حيث الشكل المخيف والمنظر البشع. لسمكة العقرب القدرة على تغيير لونها لتوافق لون المكان الموجودة فيه.
توجد الأشواك السامة على الزعنفة الظهرية والسم يوجد في غدد سمية بصلية الشكل تقع بالقرب من قاعدة الشوكة السامة التي في الزعنفة الظهرية، وعندما يصطدم جسم السمكة بأي كائن حي سواء سمكة أخرى أو إنسان تفرز هذه الأشواك ما بها من مادة سامة في جسم الكائن الذي داس عليها واصطدم بها وغالبا ما تنكسر الشوكة في جسم المصاب وتسبب له آلاما مبرحة وانتفاخ في العضو المصاب مع حدوث تنميل لهذا العضو وقد يؤدي السم إلى حدوث غثيان وتقيؤ شديد وضيق في التنفس وقد يؤدي إلى وفاة المصاب إذا ما تأخر إسعافه ونقله إلى المستشفى.

## الأنواع
ويوجد من هذه السمكة الخطرة في البحر الأحمر الأنواع التالية :
Scorpaenopsis gibbosa
oxycephala Scorpaenopsis
verrucosa Scorpaenopsis
وأخطرها النوع Verrucosa Scorpaenopsis وهو الذي يسمى بالسمكة المتحجرة (الصخرية) حيث تشبه في الشكل حجرا خشنا يبلغ طولها 38سنتمترا ولها منظر مخيف ويغطي جسمها نتوءات وتوجد بين الصخور وتأخذ لون المحيط بها وسمها سريع الانتشار وقاتل في خلال ساعات قليلة. يكثر انتشارها في المياه الضحلة بين الشقوق أو الصدوع الصخرية وأحيانا تختفي بدفن نفسها في الطين أو الرمال وتأتي الطحالب وتغطيها، وللسمكة المتحجرة ثلاثة عشرة شوكة ظهرية سامة قصيرة وغليظة ولكل منها غدة سمية كبيرة ولها كذلك ثلاثة أشواك في الزعنفة الشرجية وشوكتان في الزعنفة الحوضية والغدد السمية في الأشواك الظهرية أكبر منها في الأشواك الأخرى.

## كيفية الإصابة بسم هذه السمكة
تحدث الإصابة عندما يطأ الإنسان بقدميه الحافيتين على هذه السمكة أو الإمساك بها فتنغرس أشواكها السامة في جسمه فيندفع السم بقوة إلى جسم الإنسان عن طريق الجرح الذي أحدثته الأشواك فيشعر المصاب بألام شديدة وضيق في التنفس وإغماء شديد وأحيانا تخدير كامل للمصاب وقد يؤدي إلى الوفاة في اقل من ساعة يعتمد هذا على كمية السم التي دخلت الجسم وقوة مقاومة جسم المصاب .

## طريقة الإسعاف والعلاج
1- يجرح مكان الإصابة ليسمح للسم بالخروج مع الدم.
2- يربط أعلى مكان الإصابة برباط ضاغط لمنع انتشار السم مع الدم .
3- من حسن الحظ أن سم هذه السمكة من النوع البروتيني مثل زلال البيض يتجمد بالحرارة لذا يجب وضع الجز المصاب في ماء ساخن إلى قرب درجة الغليان مضاف إليه محلول كبريتات المغنيسيوم أو محلول برمنجنات البوتاسيوم تركيز 5% لمدة 10-20 دقيقة ليساعد على تجمد المادة السامة مكان الإصابة وعدم انتشارها في الجسم مع سريان الدم .
4- تهدئة المصاب نفسيا حتى لا يصاب بصدمة عصبية.
5- نقل المصاب فوراً إلى اقرب مستشفى.
6- وجد إن حقنة Emetine hydrochloride مباشرة في موضع الإصابة من 1-0.5 مل من محلول واحد جرام من مادة ألاميتين له تأثير مباشر على المادة السامة.

## طريقة الإسعاف لدى الصيادين
أفاد كثير من الصيادين أنهم كثيرا ما يتعرضون للإصابة بهذه السمكة وخصوصا عند مشيهم فوق الشعاب أوعند إخراج الشباك فتكون عالقة فيها، وعند الإصابة بها يقومون بالآتي :
1- جرح مكان الإصابة بموس أو مشرط.
2- ربط أعلى مكان الإصابة بقطعة قماش.
3- دق كمية من الثوم مع قليل من الملح ووضعه على قطعة قماش نظيفة تربط على مكان الإصابة وتغييرها كل ساعتين.
4- إعطاء المصاب سوائل ساخنة وعصير ليمون مع الملح بكميات كبيرة .

## طريقة الوقاية من هذه السمكة
على اللذين يعملون في البحر أو المتنزهين إتباع الخطوات التالية :-
1- عدم المشي على الصخور البحرية بأقدام حافية ويجب لبس أحذية سميكة النعل لا يسهل اختراقها من الأشواك الغليظة .
2- عدم مسك الأحجار البحرية باليد لان هذه السمكة تشبه الأحجار .
3- في حالة الصيد بشباك الجر القاعية وعند فرز المصيد يجب الحذر عند مسك الأسماك وتحريكها باليد فقد تكون السمكة الصخرية ضمن المصيد.
4- في حالة إخراج الشباك الخيشومية من البحر وعند تنظيفها من الأسماك والشعاب العالقة بالشبكة عدم مسك الأحجار باليد فقد تكون السمكة الصخرية إحداها.
5- عدم مسك اى سمكة غريبة باليد أو محاولة تحريكها بالرجل لمجرد محاولة التعرف عليها.

## وصلات خارجية
سمكة العقرب-للإخصائي خالد محمد عباس علام-من موقع وزارة الزراعة السعودية